# 地理學家灣
地理學家灣（英語：Geographers Cove），是南極洲的海灣，位於南設得蘭群島的喬治王島，處於平頂半島和伊格佐蒂克角之間的菲爾德斯半島西南部，在1968年由蘇聯探險隊命名，現時由南極條約體系管理。